# 川党参
川党参（Codonopsis tangshen）为桔梗科党参属的一种植物，有时也被视为黨參的亚种（学名：Codonopsis pilosula subsp. tangshen），为中国所特有植物，是一味中草药。

## 分布
现主要分布于中国大陆重庆东部、湖北西部、陕西南部和贵州北部等地，生长于海拔1400米至1,700米、年均降水量1,400毫米至1,900毫米的地区，喜欢酸性的砂质土壤。